# Gouverneur général de la province du Canada
Le gouverneur général de la province du Canada était le poste vice-royal de la province du Canada qui existait avant la Confédération canadienne, de 1840 à la Confédération canadienne en 1867.
Ce poste a remplacé celui de gouverneur général de la Nouvelle-France, puis de gouverneur général de l'Amérique du Nord britannique, qui avait remplacé celui de commandant en chef de l'Amérique du Nord britannique. Avec la Confédération et la dissolution de la Province du Canada, un nouveau poste a été créé, celui de gouverneur général du Canada.
Pendant cette période, sept personnes ont occupé ce poste, qui étaient soit des administrateurs coloniaux, soit des diplomates.

## Liste des gouverneurs généraux
| Nom                                          | Image | Gouverneur de | Gouverneur jusqu'en | Monarque |
| -------------------------------------------- | ----- | ------------- | ------------------- | -------- |
| Lord Sydenham CP (1799–1841)                 |       | 1841          | 1841                | Victoria |
| Sir Charles Bagot (1781–1843)                |       | 1842          | 1843                | Victoria |
| Sir Charles Metcalfe (1785–1844)             |       | 1843          | 1845                | Victoria |
| Charles Cathcart (1783–1859)                 |       | 1846          | 1847                | Victoria |
| The Earl of Elgin and Kincardine (1811–1863) |       | 1847          | 1854                | Victoria |
| Sir Edmund Walker Head (1805–1868)           |       | 1854          | 1861                | Victoria |
| The Viscount Monck (1819–1894)               |       | 1861          | 1867                | Victoria |

## Résidences du gouverneur général
- Alwington House, Kingston, 1841-1844
- Monklands, Montréal, 1844-1849
- Château Ramezay, Montréal, -1849
- Elmsley House (en), Toronto, 1849–1852; 1856–1858